# کالوم هیگینبوتام
کالوم هیگینبوتام (انگلیسی: Kallum Higginbotham؛ زادهٔ ۱۵ ژوئن ۱۹۸۹ بازیکن فوتبال اهل بریتانیا است.
از باشگاه‌هایی که در آن بازی کرده‌است می‌توان به باشگاه فوتبال بارنزلی، باشگاه فوتبال کیلمارنوک، باشگاه فوتبال اولدهام اتلتیک، باشگاه فوتبال هادرزفیلد تاون، باشگاه فوتبال مادرول، باشگاه فوتبال پاتریک تیسل، باشگاه فوتبال آکرینگتون استنلی، باشگاه فوتبال فالکیرک، باشگاه فوتبال کارلایل یونایتد، و باشگاه فوتبال روچدیل اشاره کرد.